# Котов, Георгий Валерьянович
Гео́ргий Валерья́нович Ко́тов (17 сентября 1940, Чкалов, РСФСР — 21 марта 2017, Омск, Российская Федерация) — советский и российский актёр и Директор Омского государственного музыкального театра.1983 2017 годах Народный артист РСФСР (1989).

## Биография
Родился в семье артиста. С 1948 года выступал на сцене Оренбургского областного драматического театра имени М. Горького в спектакле по роману Теодора Драйзера «Американская трагедия» в роли маленького Клайда Гриффитса. Причём уже в этой роли ему пришлось играть с музыкальным инструментом: он исполнял псалом под шарманку. Потом была роль казачка в спектакле по роману И.С. Тургенева «Дворянское гнездо», а в «Семье Ульяновых» сыграл Митю, младшего брата Владимира Ильича Ленина, роль которого исполнил начинающий в то время актёр Л. С. Броневой.

## Творческий путь
По окончании семилетки поступил в Оренбургский техникум железнодорожного транспорта, в период обучения играл в народном театре вместе с Г. Я. Мартынюком, вместе с которым поехал поступать в театральный ВУЗ, и работал в областном драмтеатре. Играл сына главного героя, Трофима, в народной драме «Емельян Пугачев», молодого подпольщика в «Интервенции» Льва Славина и другие роли. По окончании техникума, получив диплом и звание техника-лейтенанта путевых и строительных машин, поехал в Москву поступать в театральный вуз. Подал документы во все театральные учебные заведения Москвы: Щепкинское и Щукинское училища, Школу-студию МХАТ, ВГИК. И везде прошёл все три тура. Но до экзаменов его нигде не допускали, не принимали документы, потому что после железнодорожного техникума было положено отработать два года по специальности.
Он вернулся Оренбург и устроился в драматический театр, куда его пригласил главный режиссёр. Работал электриком и артистом вспомогательного состава. В 1959 году он поступил в ГИТИС.
По заверении обучения вернулся в свой родной город и начал выступать на сцене Оренбургского театра оперетты, где очень много играл, в том числе и одну из самых любимых своих ролей — итальянского Робин Гуда по прозвищу Трепло (в этой роли за рубежом прославился ДоменикоМодуньо) в спектакле по пьесе Г. Фере и Б. Спитковского «Чёрный дракон», причём был самым молодым исполнителем этой роли в стране.

## Работа в Омске
В 1970 году с семьей переехал в Омск, его новым местом работы стал Омский театр музыкальной комедии (впоследствии Омский государственный музыкальный театр). В первый год работы в Омске сыграл в одиннадцати спектаклях.  Главным режиссёром тогда был заслуженный артист РСФСР Виктор Дмитриевич Лавров. Благодаря его усилиям появилась одна из лучших постановок театра, «Василий Теркин», по «Книге про бойца» А. Т. Твардовского, спектакль был сыгран свыше трехсот раз. В 1983 году занял пост Директора театра
За свою творческую карьеру сыграл более двухсот ролей, свыше ста десяти из них — на сцене Омского музыкального театра. Как режиссёр поставил более тридцати спектаклей.
В 2008 году включён в Книгу Почёта деятелей культуры города Омска.
Похоронен на Старо-Северном мемориальном кладбище города Омска. На здании музыкального театра установлена мемориальная доска

## Семья
- Жена — актриса Омского государственного музыкального театра Ольга Михайловна Бржезинская (19.11.1934 — 21.01.2022).
- Сын — актёр Сергей Котов (19.10.1965 — 08.06.2022).

## Награды и звания
- Заслуженный артист РСФСР (18 сентября 1975)
- Народный артист РСФСР (15 августа 1989)
- медаль «За высокие достижения» (Омская область)[2]
- премия Губернатора Омской области
- Легенда Омской сцены
- Занесён в книгу почёта заслуженных деятелей культуры Омска
- Премия «Золотая маска −2017»[3]

## Фильмография
- Иван Бровкин на целине
- Прыжок на заре